# Промышленный шпионаж
Промышленный шпионаж (также экономический или корпоративный шпионаж) — форма недобросовестной конкуренции, при которой осуществляется незаконное получение, использование, разглашение информации, составляющей коммерческую, служебную или иную охраняемую законом тайну с целью получения преимуществ при осуществлении предпринимательской деятельности, а равно получения материальной выгоды.
Основное предназначение промышленного шпионажа — экономия средств и времени, которые требуется затратить, чтобы догнать конкурента, занимающего лидирующее положение, либо не допустить в будущем отставания от конкурента, если тот разработал или разрабатывает новую перспективную технологию, а также чтобы выйти на новые для предприятия рынки. 
Это справедливо и в отношении межгосударственной конкуренции, где к вопросам экономической конкурентоспособности добавляются и вопросы национальной безопасности.
Основное отличие промышленного шпионажа от конкурентной разведки в том, что промышленный шпионаж нарушает нормы законодательства, прежде всего, уголовного, тогда как конкурентная разведка этого делать не может.
Промышленный шпионаж остаётся и будет оставаться мощным инструментом государственных разведок, предназначение которых — прямое нарушение законов иностранных государств в интересах и по поручению своей страны.
На уровне предприятий в последнее время всё чаще делается выбор в пользу конкурентной разведки, т. к. предприятие не имеет полномочий государственных разведок, поэтому в случае провала операции промышленного шпионажа рискует быть привлеченным к уголовной ответственности, а также понести репутационные риски.
По мнению ряда исследователей, во многих случаях предприятия малого и среднего бизнеса к промышленному шпионажу прибегают потому, что не обучены методам конкурентной разведки, а зачастую и вообще не знают об их существовании. В ситуации, когда необходимость выживания или повышения конкурентоспособности существует объективно, а о наличии законных методов достижения результата предприятие не информировано, часть компаний встаёт на путь промышленного шпионажа. В связи с этим, общества профессионалов конкурентной разведки всего мира включают в свои задачи просветительские функции.
К методам промышленного шпионажа относятся:
1. Подкуп лица, имеющего доступ к информации, относящейся к коммерческой, служебной, или иной охраняемой законом тайне;
2. Шантаж в отношении того же круга лиц;
3. Кража носителей с информацией, представляющей коммерческую, служебную, или иную охраняемую законом тайну;
4. Внедрение агента на предприятие или в страну конкурента с заданием получить доступ к информации или продукции, которые составляют предмет коммерческой или иной охраняемой законом тайны;
5. Незаконный доступ к коммерчески значимой информации с помощью использования технических средств (прослушивание телефонных линий, незаконное проникновение в компьютерные сети и т. п.);
6. Наружное наблюдение (слежка) как за стационарными объектами конкурента, так и за сотрудниками конкурента;
7. Техническое наблюдение — новый вид контроля над происходящим, подразумевающий использование технических средств. Например, таких как беспилотник или GSM-трекер.

## В искусстве
- х/ф «Кодер» (США, 2002)